# Mitú
Mitú es la capital del departamento del Vaupés, ubicado en la parte suroriental de Colombia y sobre la frontera con Brasil. El municipio se localiza predominantemente sobre la margen derecha del río Vaupés. Con cerca de 16.422 km², según el censo del DANE, y con una población aproximada de 16.580 habitantes, en donde predominan 27 etnias indígenas diferentes. Mitú se caracteriza por ser un municipio de transición entre las llanuras secas de la Orinoquía, y la selva húmeda amazónica. Sus temperaturas oscilan entre 25 y 30 °C, con una distancia aproximada de 600 km (por vía aérea) al sur oriente de Bogotá. Se dedican a pescar distintas especies de peces y las cosechas de frutos cultivadas y silvestres

## Toponimia
El topónimo «Mitú» significa «pajuil», o «pavo de monte» en lengua yeral (el idioma tupí-guaraní que los colonizadores portugueses promovieron como lengua franca en la región).

## División Político-Administrativa
Además de su Cabecera municipal. Mitú tiene bajo su jurisdicción los siguientes Centros poblados:
- Acaricuara
- Camanaos
- Doce de Octubre
- Piramirí
- Tapurucuara
- Villa Fátima
- Yapú
- Yuruparí

## Historia
Fecha de fundación: 1 de noviembre de 1935.
Fundadores: Agustín Vásquez, Luis E. Chaves, Roberto Quigua, Bustamante, Ismael Perdomo, Gonzalo Arbeláez, Julio Mendoza, Luis Antonio Diaz, Josué Bernal, Pedro Restrepo y Leandro Pérez.
Según un mito de los indígenas Tukano, los primeros habitantes llegaron a Mitú sobre una gigantesca canoa anaconda que los traía cargados desde el Amazonas. La anaconda fue dejando personas en todas las márgenes de río Vaupés.
Los antecedentes de la fundación de Mitú se remontan a la rivalidad existente entre los caucheros brasileños y colombianos, por la monopolización de la mano de obra, principalmente en las cuencas y márgenes del curso alto del Río Negro y el Apaporis. Hacia 1903 se registra una intensa actividad de los caucheros colombianos en el alto y el bajo Vaupés, el río Papurí y la zona de Tiquié, áreas caracterizadas por la caza de esclavos y el endeudamiento de los indígenas, en especial de los grupos étnicos tucano y carijonas.
Mitú fue erigida como un modesto caserío en octubre de 1936 por Miguel Cuervo Araoz, sirviendo desde entonces como punto de encuentro entre las diferentes comunidades indígenas, además de centro de explotación cauchera, de pieles y, centro misionero. Su actividad principal era el intercambio comercial del caucho por alimentos, ropa y combustible. Después de ser durante un tiempo corregimiento, pasó a ser municipio y capital de la entonces Comisaría Especial del Vaupés al mando de Luis E Chaves parte de los fundadores.
En 1963 Mitú quedó establecido como capital de la Comisaría del Vaupés, medida refrendada por el artículo 309 de la Constitución de 1991 al ser designada como capital del Departamento del Vaupés.
El municipio de Mitú fue creado por el Decreto Nacional 1.666, del 6 de agosto de 1974, erigiéndose la capital del Vaupés como cabecera municipal; su primer alcalde fue Jorge Enrique Jiménez, nombrado mediante Decreto 090, del 14 de abril de 1975. Así, el Concejo Municipal quedó constituido por primera vez el 5 de noviembre de 1976.
El 1 de noviembre de 1998, se presentó la toma guerrillera a Mitú por las Fuerzas Armadas Revolucionarias de Colombia - Ejército del Pueblo (FARC-EP),   el ataque fue repelido por las Fuerzas Militares de Colombia.

## Geografía

### Aspectos geográficos
Geográficamente el Municipio de Mitú se encuentra en el Departamento del Vaupés, el cual está en la parte sur-oriental de Colombia, en la frontera con Brasil; el Municipio se localiza predominantemente sobre la margen derecha del río Vaupés.

### Coordenadas
El municipio de Mitú se encuentra localizado entre los 00° 14” y los 10° 48” de latitud norte y entre los 69° 50’ y 70° 30’ de longitud al oeste del meridiano de Greenwich. 

### Límites del municipio
El artículo 1.o. del Decreto n.º 1666 de 1974, establece la delimitación del área del municipio como se detalla a continuación:
«Partiendo de las Bocas del Querarí, donde se encuentra el hito fronterizo con la República del Brasil, en dirección y en límite con esta república hasta encontrar el río Isana, donde hay otro hito; por este río aguas arriba hasta sus cabeceras; de este punto en línea recta hacia el suroeste hasta encontrar la Sabana en el caño Paraná Pichuna; tomando este punto en línea recta hasta encontrar el raudal de Pucarón, sobre el río Vaupés; desde ahí y en dirección sur, por varador hasta el caño Pirandira donde se encuentra otro varador que va al río Cananarí; desde allí por la margen izquierda aguas abajo hasta encontrar el raudal denominado Mirití; partiendo de este raudal en línea recta hacia el norte, hasta encontrar el río Pirá Paraná; desde este punto aguas abajo por la margen izquierda, hasta encontrar el varador que conduce al río Tiquié, de ahí río abajo por el Tiquié en su margen izquierda hasta el hito que señala la frontera con la república del Brasil; de este punto hacia el norte y en el límite con el Brasil, hasta el lugar denominado santa María, sobre el río Papurí, tomando este sitio en línea recta hacia el noreste hasta encontrar la cabecera o nacimiento del caño Abiyú; desde allí aguas abajo por la margen izquierda hasta las bocas del río Querarí, punto de partida».

### Límites del casco urbano
La resolución 086 de 1982 del Instituto Colombiano de la Reforma Agraria INCORA, constituye en resguardo a favor de los grupos indígenas del Vaupés las tierras baldías ubicadas en la jurisdicción del Municipio de Mitú, excluyendo el área del casco urbano del Municipio de Mitú y sus alrededores comprendidos dentro de los siguientes linderos (Artículo 2): «Se toma como punto de partida la desembocadura del caño Mituseño en el río Vaupés (este), continuando aguas arriba por el caño Mituseño hasta el cruce de la carretera que de Mitú conduce a la comunidad de Monforth, sobre el caño Mituseño (sur-este). De este punto se continúa en línea recta y en distancia aproximada de 2450 metros, hasta encontrar el caño Chajoco, (sur). Se continúa aguas abajo por el este hasta su desembocadura en el río Vaupés (oeste y norte). Continuando aguas abajo por el río Vaupés hasta la desembocadura del caño Mituseño punto de partida y cierre». 
- Extensión total: 16.422 km²
- Extensión área urbana: 5,0 km²
- Extensión área rural:
- Altitud de la cabecera municipal (metros sobre el nivel del mar): 200
- Temperatura media: 27 °C
- Distancia de referencia: 600 km de Bogotá (vía aérea).[1]

## Ecología

### Parques naturales
No existen parques naturales, pero se debe tener en cuenta que el municipio en su totalidad hace parte de la reserva forestal de la Amazonía declarada por la ley 2.ª de 1959 y a la fecha no ha sido sustraída el área correspondiente al sector urbano de Mitú. 
Debido a que prácticamente todo el territorio es selvático, no existen relictos boscosos ni mucho menos de bosques plantados. 
Sobresalen los siguientes cerros en el municipio aunque sus alturas están entre los 100 y 300 m s. n. m., son cerros dispersos, con terminación redondeada y en la mayoría de los casos sin vegetación, compuestos por rocas cristalinas precámbricas, de texturas graníticas. Estos son los más sobresalientes: Guacamayas, Pringahermosa, Pirapuku, Santa Lucía, Peña de Guamoya, Avina, Pedo de la Guacamaya, Tui, Utura, Cacuri, Pecu, Banco de Tigre, Banco de Morroco y Trueno.
El cerro Guacamayas, visible hacia el sur del municipio, es uno de los más cercanos, de fácil recorrido desde la cabecera municipal y al cual se accede por unas rutas arenosas y húmedas; en su gran mayoría es escarpado con grandes inclinaciones y con alguna vegetación; tiene unas zonas restringidas por motivos del orden público.

### Paisaje cultural
Los elementos del paisaje cultural presentes en el muinicipio son los elementos más relevantes del paisaje natural y que coinciden con los sitios de gran significado para las culturas indígenas presentes en el territorio y sobresalen, entre otros hitos cultural-naturales las cachiveras, los raudales, miritizales, cuevas, salados, los cerros.

### Flora y fauna
El departamento del Vaupés se caracteriza por ser uno de los departamentos que cuenta con gran biodiversidad, tanto de flora como de fauna silvestre e hidro biológica. 
Los bosques del Vaupés se caracterizan porque en su ámbito se desarrolla una estrategia competitiva de muchas especies (por unidad de área), cuya gran biomasa hace un almacenamiento casi exclusivo de los elementos minerales que aportan nutrientes a la cobertura vegetal a manera de reciclaje.
La vegetación del departamento está condicionada a los materiales parentales y a la textura de los suelos y condiciones a su vez de drenaje de los mismos; dando como resultados vegetaciones raquíticas herbáceas, arbustivas, de palmas, boscosa densa, vegetación de llanura o vegetación de suelos superficiales (donde existen afloramientos rocosos). Se identifican bosques naturales densos, bosques bajos de sabanas, sabanas arbustivas, y en mínima proporción por sabanas de gramíneas.
Los recursos de la flora son aprovechados por las comunidades indígenas y la población local, con distintos fines como: alimento, como medicina, suministro de madera para cocción, suministro de madera para construcción de viviendas e infraestructura, suministro de madera y otros productos para la elaboración de artesanías, con fines ornamentales, como suministro de productos industriales (látex, resinas, aceites, fibras, colorantes etc.)
A nivel de aprovechamientos domésticos y comerciales de productos derivados del bosque se identifican los siguientes: para la extracción de productos maderables: Arenillo (Simarouba amara), Loiro (Nectandra sp), Arrayán (Eugenia sp.), Acaricuara (Minquartia guianensis Aublet.), Wacapu (Brosimun sp.), Mirapiranga (Brosimum rubescens), Aguacatillo (Beilschmiedia brasiliensisns), Avina (Eperea purpurea), entre otros de menor importancia. De las especies florísticas más aprovechadas se tiene: la hoja de palma de caraná (Lepidocaryum), para la construcción del techo de las viviendas; el bejuco de yaré (Heteropsis jenmandii) en la elaboración de artesanías y en la construcción de amarres; la tira pachuba en la construcción de viviendas.
De fauna se han logrado identificar 586 especies de fauna silvestre y 96 especies de peces, de los cuales un gran número son aprovechados por las comunidades indígenas y la población local con distintos fines como, alimento, para actos rituales, en la cultura indígena, como medicina y en otros casos especiales en la fabricación de instrumentos musicales o la decoración en los actos culturales tradicionales indígenas.
Entre las especies de fauna silvestre más aprovechadas por las comunidades indígenas se tiene las siguientes: Lapa (Agouti paca), Cachirre (Paleosucchus sp), Danta (Tapirus terrestris), Cerrillo (Dicotyles tajacu), Venado (Odocoileus virginianus), Tintín (Tayassuidae), Guara (Rodentia), Churuco (Lagothrix lagotricha), Guacamaya (Ara sp), Loro (Amazona sp), Paujil (Crax globuloso), Perico (Brotegeris cyanoptera), etc.
La masa boscosa del municipio de Mitú corresponde a un Bosque Húmedo Tropical siempre verde, muy heterogéneo, con un promedio estimado de 120 especies por hectárea. Es un bosque que se caracteriza por su alta heterogeneidad, densidad y diversidad. Se observan tres estratos arbóreos principales, aunque pareciera que se presenta un continuo, en vez de una estratificación como tal.
Los bosques del municipio, cualquiera que sea el material de origen de los suelos, presentan deficiencias en muchos elementos necesarios para el normal desarrollo de las plantas; como consecuencia de la evolución edafológica. El bosque crece y depende del ciclo cerrado de nutrientes; pues la mayor parte de los elementos absorbidos por la raíces de las plantas retornan al suelo con las hojas, ramas, tallos y cortezas muertas y se almacenan en su superficie para ser degradadas por microorganismos; luego son retomados nuevamente por las plantas; es decir el soporte para la nutrición de la vegetación es ella misma.

## Economía

### Usos del suelo
Más del 98 % del suelo del municipio está cubierto de bosques tropicales, que forman parte de la Reserva Forestal de la Amazonía, mediante la Ley 2.ª de 1959, por lo tanto sus usos se encuentran condicionados a usos de protección y producción-protección. Esta área igualmente es Resguardo Indígena mediante el Acuerdo 086 de 1982 del INCORA, determinando que es un territorio colectivo de los indígenas que es compatible con la Reserva Forestal.
Existe un 1,5% del uso del suelo del Municipio, conocido como área de colonización, enmarcado en un kilómetro a lado y lado de la carretera Mitú-Monforth que tiene una extensión proyectada de 105 km aproximadamente. En la actualidad el carreteable llega hasta el km 57 en donde se realizan actividades agropecuarias efectuadas por colonos e indígenas.

### Uso agrícola
El uso agrícola se encuentra determinado por una agricultura itinerante del sistema de policultivos denominadas chagras; que en la mayoría de los casos es responsabilidad de la mujer. Es también muy común la producción de excedentes de cosecha para ser comercializados en la ciudad de Mitú. 
La chagra es un área de bosque primario, secundario o de rastrojo que los indígenas tumban y queman con el fin de establecer diversos cultivos asociados e intercalados; a los dos o tres años cuando el suelo pierde su fertilidad es abandonada, dejándola sembrada de frutales y palmas que serán utilizados como sitio futuro de recolección que se conoce con el nombre de “pepeo”. El área aproximada de una chagra es de una a dos hectáreas.
Esta actividad se encuentra establecida principalmente, en la vía Mitú-Monforth y en áreas aledañas a las comunidades indígenas. Donde los principales cultivos de pan coger son: yuca, maíz, coca, plátano, caña batata y ñame.
Las frutas que se cultivan en la región son: lulo, borojó, arazá, papaya, zapayo, sandía, zapote y cacao. También existen otros tipos de frutales conocidos como amazónicos: umarí, ucuqui, caimo, marañón, copoazu, uva caimarona, ibapichuna, otros: 
Palmas amazónicas: wasahi, pataba, pupuña, miriti, inaya, corombolo, otras.

### Ganadería
La ganadería en el municipio fue impulsada en la segunda mitad del siglo XX, por religiosos misioneros en las comunidades indígenas y por el estado en la carretera Mitú – Monforth; en general es de tipo extensivo, y en este momento es una actividad incipiente, con un bajo nivel de explotación tecnológico.
En general La actividad ganadera sostenible en el municipio es desconocida, en parte porque no se han desarrollado prácticas de manejo y conservación de suelo adecuadas; como pueden ser los modelos de producción intensiva agrosilvopastoriles que permiten lograr producciones continuas sin degradar el medio de una manera irreversible. 
Uso recreativo y paisajístico
En el municipio existen áreas naturales de riqueza paisajística cuya función es el descanso o el recreo y las actividades deportivas como son: Caño Cucura, Raudal del Yuruparí, Cachivera de Santa Cruz y Cuevas de Urania.
Estas zonas no cuentan con infraestructura ni con un manejo adecuado por parte de los turistas que las visitan, generando problemas de basuras y deterioro de la calidad del agua, entre otros.

## Medios de Comunicación

### Televisión abierta
La ciudad se emite un canal regional público, Canal Trece, En la ciudad se emiten los tres canales nacionales privados Canal 1, Caracol Televisión y Canal RCN y los dos canales nacionales públicos Canal Institucional y Señal Colombia.

### Televisión por suscripción
La ciudad cuenta con múltiples servicios de televisión satelital digital como DirecTV, Claro y Movistar y televisión digital por cable ofrecido por Claro, Tigo, Movistar que ofrece el servicio de televisión digital por red ADSL y GPON (IPTV), y análoga y digital por red bidireccional (HFC), el servicio de televisión digital virtual ofrecida por la red GPON (IPTV) de Claro, Movistar, Tigo y de pequeños sistemas de televisión por cable.

### Emisoras de radio
En Mitú están establecidas todas las grandes cadenas radiales del país y sus distintas emisoras en AM, FM, y en TDT, en un 70 % de las emisoras de FM está disponible el servicio RDS.

## Vías de comunicación

### Aéreas
Una de las principales vías de transporte y de comunicación con el interior del país y los municipios de Taraira y Carurú es la vía aérea, para lo cual Mitú, cuenta con un terminal aéreo o aeropuerto llamado Alberto León Bentley, el cual esta en funcionamiento desde septiembre de 2002, cuya pista de aterrizaje tiene una extensión de 1850 metros de longitud y 30 de ancho, y unas instalaciones locativas, de aproximadamente 1620 metros cuadrados. En este aeropuerto, la aerolínea estatal SATENA tiene operación en aviones ATR42-500 con capacidad para 48 pasajeros 4 días a la semana.

Ruta 85.

Por este terminal entra toda la carga del interior del país (víveres, combustibles, materiales y otros). Las empresas de transporte carguero operan regularmente en vuelos chárter. Las aerolíneas tipo aerotaxi con aviones CESSNA prestan el servicio de transporte entre Mitú, los demás municipios del departamento y las comunidades indígenas rurales.

### Terrestres
En cuanto el transporte terrestre existe un tramo de 54 km de la Ruta Nacional 85, vía entre Mitú y Monforth que es transitable, al igual que una red de caminos y varadores de 788 km que permiten comunicarse a las comunidades entre sí, pero ninguna comunica con el interior del país.

### Fluviales

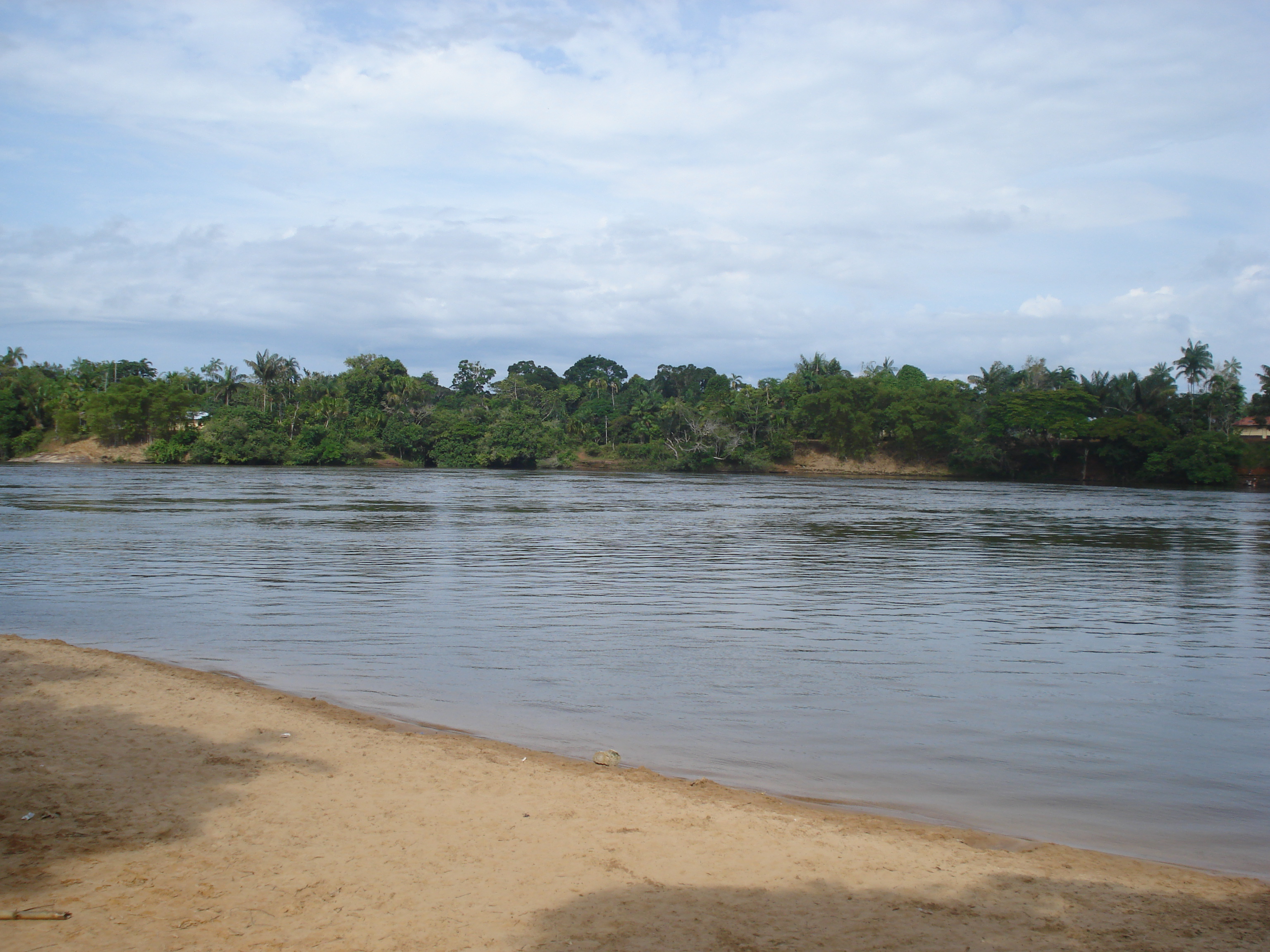
Río Vaupés en Mitú.

La principal arteria fluvial del Departamento y el Municipio es el Río Vaupés, cuya ubicación corresponde a la gran cuenca amazónica y a través de su curso se intercomunican las comunidades ribereñas y las que se localizan en sus afluentes, sirviendo igualmente de vía de comunicación con el municipio de Carurú. Este río es apto para la navegación de embarcaciones mayores, solamente en su parte alta y durante siete meses al año.

## Estructura organizacional municipal
| Mitú         | Mitú        | Mitú                       |
| Departamento | Código DANE | Categoría municipal (2023) |
| ------------ | ----------- | -------------------------- |
| Vaupés       | 97001       | Sexta                      |

- Personería: Es un centro del Ministerio Público de Colombia que ejerce, vigila y hace control sobre la gestión de las alcaldías y entes descentralizados; velan por la promoción y protección de los derechos humanos; vigilan el debido proceso, la conservación del medio ambiente, el patrimonio público y la prestación eficiente de los servicios públicos, garantizando a la ciudadanía la defensa de sus derechos e intereses.

El actual Personero municipal es x (2024-2027).
- Concejo Municipal: Es la suprema autoridad política del municipio. En materia administrativa sus atribuciones son de carácter normativo. También le corresponde vigilar y hacer control político a la administración municipal. Se regulan por los reglamentos internos de la corporación en el marco de la Constitución Política Colombiana (artículo 313) y las leyes, en especial la Ley 136 de 1994 y la Ley 1551 de 2012.

Constituido por 13 concejales por un periodo de 4 años. 
- Alcaldía Municipal: En esta se encuentra la administración municipal y las entidades descentralizadas del municipio.

El Alcalde se pronuncia mediante decretos y se desempeña como representante legal, judicial y extrajudicial del municipio. El actual Alcalde municipal es Marcos Porras Pérez (2024-2027), elegido por voto popular.
- JAL.